# Bill Vakaafi Motufoou
Bill Vakaafi Motufoou est un homme politique niuéen.

## Biographie

### Débuts
Scolarisé à Auckland en Nouvelle-Zélande dans les années 1970, il y co-fonde un « club polynésien » qui met en scène des chants maoris de Nouvelle-Zélande, maoris des îles Cook et samoans. Ce club devient à terme Polyfest (en), un festival culturel rassemblant les écoles d'enseignement secondaire d'Auckland.
De retour à Niué, il y devient agriculteur avec son épouse, cultivant le taro par l'agriculture biologique, et co-fonde l'Association des Agriculteurs bio de Niué.

### Carrière politique
Membre du Parti du peuple niuéen, il est élu député de la circonscription de Mutalau au Parlement de Niué aux élections législatives de 1999, battant le député sortant Hafe Vilitama. De 2002 à 2008 il est le ministre des Travaux publics et le ministre de l'Agriculture et des Pêcheries dans le gouvernement de Young Vivian,.
Réélu député tous les trois ans, il perd finalement son siège aux élections de 2017. Durant la campagne, il demande publiquement pourquoi les citoyennes ne votent pas davantage pour des femmes candidates, et les encourage à le faire. Il obtient le même nombre de voix que sa concurrente Maureen Melekitama ; le tirage au sort qui les départage confère le siège à celle-ci, et Bill Motufoou quitte le Parlement après dix-huit années consécutives.

### Photographe et entraîneur de boulingrin
Surnommé « B.V. », Bill Motufoou est également connu depuis 2009 pour son habitude de photographier toutes les personnes arrivant à Niué ou quittant le pays, à l'aéroport international de Niué. Il se rend également à « chaque mariage, chaque cérémonie d'obsèques, chaque fête d'anniversaire » dans ce très petit pays, pour photographier l'événement. Ses images sont mises en ligne gratuitement sur sa page Facebook, appréciée par la population et notamment par les Niuéens expatriés en Nouvelle-Zélande,.
Il est l'entraîneur de l'équipe masculine de boulingrin de la délégation niuéenne aux Jeux du Commonwealth de 2022 à Birmingham.